# Las Cigarreras (Alicante)
Las Cigarreras es el nombre con el que se conoce al edificio de la antigua Fábrica de Tabacos de Alicante (España). Desde 2010 alberga el Centro Cultural Las Cigarreras. 

## Historia
La Fábrica de Tabacos de Alicante, situada en el barrio de Carolinas Bajas, estuvo activa desde su fundación en 1801 hasta su cierre en 2009. La fábrica empleó principalmente a mujeres, conocidas como las cigarreras, y experimentó varias etapas a lo largo de su historia.
En 1844, un gran incendio destruyó parte de la fábrica, pero pudo recuperarse y expandir su producción en los años posteriores. A finales del siglo XIX, los trabajadores protestaron contra la introducción de nuevas máquinas y en 1930 se creó el sindicato La Feminista para defender los derechos laborales de las trabajadoras.
El declive de la fábrica comenzó en la década de 1990, con reducciones en la jornada laboral y fusiones empresariales. En 2002, la fábrica cerró sus puertas en San Antón y en 2009 dejó de funcionar por completo. El edificio fue rehabilitado en 2010 y se convirtió en el actual centro cultural de Las Cigarreras.

## Casa de la Música
El edificio alberga la Casa de la Música, sede de la Banda Sinfónica Municipal de Alicante.